# Heins (Kirchlinteln)
Heins besteht aus den zusammen 179 Einwohner zählenden, niedersächsischen Dörfern Groß Heins und Klein Heins im Landkreis Verden. Heins gehört zur Gemeinde Kirchlinteln.

## Geografie
Geprägt werden die Dörfer durch weite Wald- und Heidegebiete und durch das Tal des Flusses Lehrde.

## Geschichte
Am 1. Juli 1972 wurde Heins in die Gemeinde Kirchlinteln eingegliedert.

## Politik
Ortsvorsteherin ist Chatarina Luttmann.